# Брус Спрингстин
Брус Фредерик Џозеф Спрингстин (енгл. Bruce Frederick Joseph Springsteen; Лонг Бранч, 23. септембар 1949) је амерички певач, текстописац и гитариста. Често је ишао на турнеје и снимао са И Стрит Бендом. Сматран је музичким наследником Елвиса Преслија, Вудија Гатрија, Пита Сигера и Боба Дилана, али је на њега такође доста утицала рок и ритам и блуз музика 60-их година 20. века.  У току каријере трајући пет деценија, Спрингстин је постао познат по својим поетским, друштвено свесним текстовима и енергичним наступима на сцени, понекад трајући до четири сата. Добио је надимак "The Boss". Издао је и  rok-албуме и фолк-албуме, и његови текстоби често адресирају искуства и борбе Американаца радничке класе.
Јунаци његових песама су људи из америчких предграђа (често управо из његовог родног Њу Џерзија), суочени са свакодневним егзистенцијалним проблемима, њихове приче представљене елоквентно и на романтичан начин. Временом се Спрингстин у својој лирици окретао од сликања живота „дивљих“ клинаца из америчких предграђа (нарација на прва три албума је најчешће у трећем лицу), ка озбиљнијим социјално-политичким темама, посебно третирајући проблеме америчке радничке класе (обично кроз приче испричане у првом лицу, где се аутор поистовећује са јунаком песме) чији су (анти)хероји редовно изложени тешком и напорном животу, тешко састављајући крај са крајем и неретко су са оне стране закона.
Временом је постало уобичајено да се поистовећује са прогресивном политиком. Његова песма Born in the U.S.A. је била толико популарна да су га током председничке кампање у САД 1984. својатали и Роналд Реган и Волтер Мондејл, погрешно је тумачећи као просто патриотску, уместо као критику последица Вијетнамског рата.

## Биографија

### Детињство и младост
Спрингстин је рођен и одрастао у Фрихолду, Њу Џерзи. Његов отац, Даглас Фредерик Спрингстин, био је возач аутобуса холандског и ирског порекла. Његова мајка, Аделе Ан Зирили, радила је на суду, а родитељи су јој били имигранти из Италије. Одгајен као католик, Спрингстин је похађао црквену школу, у којој се није слагао с свештеницима и другим ученицима. Није се уклопио ни у средњу школу. Завршио је средњу школу, али му то није било тако важно, те се чак није ни појавио на завршној церемонији. Кад је са седам година видео Елвиса Прислија у емисији Еда Саливана, почео се све више занимати за музику. Са 13 година купио је своју прву гитару за 18 долара и почео да вежба с локалним гитаристом. Године 1965, отишао је до куће Текса и Марион Вињард, који су спонзирали младе бендове у граду. Они су му помогли да постане први гитариста бенда The Castiles, а касније је постао и певач групе. The Castiles су снимили две своје песме и свирали свугде, па и у Гринвич вилиџу. Марион Вињард рекла је једном како је поверовала Спрингстину кад је, као младић, рекао да ће постићи велики успех. Његова сестра, Памела Су Спрингстин, кратко се бавила глумом, али је убрзо напустила филм како би се посветила фотографској каријери.
Од 1969 до 1971, Спрингстин је наступао по Њу Џерзију са Стивом Ван Зандтом, Данијем Федерицијем и Винијем Лопезом у бенду званом Чајлд, касније преименованом у Стил Мил.
Иако је касније постао музичар светског угледа, Спрингстинови корени одражавали су се у његовој музици, а он сам често је спомињао „велику државу Њу Џерзи” на својим концертима.
Спрингстин је често био познатији по свом надимку „The Boss”. Премда је првотно изјавио да му се не свиђа - понекад тако на концертима у шали зове сам себе. Надимак је добио док је као младић тоеком шездесетих свирао с бендом по клубовима. На себе би узимао задатак да наплаћује надокнаде за бенд и сам расподељује новац међу члановима.

### 1972 - 1974
Године 1972, потписао је уговор за соло албум с Коламбија рекордсом, уз помоћ Џона Хамонда, који је десет година раније потписао уговор с Боб Диланом. Спрингстин је у студио довео старе познанике те на тај начин основао Е Стрит бенд. Његов први албум, Greetings from Asbury Park, N.J., објављен у јануару 1973, освојио је критику, иако је продаја албума била слаба. Због снажних текстова и музиком с коренима у фолк-року, као у песмама „Blinded by the Light” и „For You”, критичари су га упоређивали с Бобом Диланом.
У септембру 1973. изашао је други Спрингстинов албум, The Wild, the Innocent & the E Street Shuffle, и опет покупио похвале критичара, али без комерцијалног успеха. Спрингстинове песме постале су већег формата и тематског опсега, с Е Стрит бендом у позадини који је пружао мање фолк, а више Р&Б звук, а текстови су често романтизовали тинејџерски улични живот.
Дана 22. маја 1974, у бостонском листу The Real Paper, музички критичар Џон Ландау написао је критику са Спрингстинова концерта: „Видео сам будућност рокенрола, а она се зове Брус Спрингстин. И кад сам се пожелио да се осећам млађим, пружио ми је осећај као да слушам музику по први пут.” Ландау је касније постао Спрингстинов менаџер и продуцент, помажући му да заврши нови, антологијски албум, Born to Run. Спрингстин је давао све од себе да направи албум који ће бити комерцијално успешан.

### 1975 - 1981
Изласком албума Born to Run у августу 1975, Спрингстин је коначно постигао велики успех. Синглови „Born to Run”, „Thunder Road”, „Tenth Avenue Freeze-out” и „Jungleland” постали су велики хитови на радио станицама, те су остали присутни на њима до данас. Обожаватељи су сматрали да је то један од најбољих рокенрол албума свих времена и дефинитивно Спрингстинов најбољи рад. Учврстио га је као искрену и динамичну рокенрол личност која говори за и у име великог дела рок публике. Као врхунац успеха, Спрингстин се појавио на насловним странама Тајма и Њузвика у истој недељи, 27. октобра 1975. Занимање за њега изненада је попримило масовне размере те се Спрингстин и бунио током своје прве прекоморске авантуре, цепајући промотивне постере пре концерта у Лондону.
Правна битка с бившим менаџером Мајком Епелом није допуштала Спрингстину улазак у студио више од две године, а у то време држао је Е Стрит бенд на окупу великом америчком турнејом. Иако је често наступао са оптимистичним жаром, нове песме које је писао и често их по први пут изводио на концертима, имале су доста мрачнији тон за разлику од великог дела његовог пређашњег рада. Нагодивши се с Еплом 1977, Спрингстин се коначно вратио у студио и снимио Darkness on the Edge of Town (1978). Музички, овај албум био је прекретница у Спрингстиновој каријери. Песме су биле комплексније и пажљивије написане те су почеле да рефлектују Спрингстинову интелектуалну и политичку свест. Неки Спрингстинови обожаватељи сматрају како је Darkness његов најбољи и најдоследнији албум; песме као што су „Badlands” и „The Promised Land” постале су обавезни део концертног репертоара у годинама које су следиле, док је песма „Prove it All Night” јако дуго емитовала на радио станицама.
Касних седамдесетих, Спрингстин је изградио јаку репутацију у поп свету као кантаутор чији је материјал могао помоћи другим бендовима да се пробију с хит-синглом. Mannfred Mann's Earth Band дошао је на прву позицију америчке поп-листе с обрадом песме „Blinded by the Light” почетком 1977. Пети Смит достигла је тринаесту позицију са својим извођењем Спрингстинове необјављене песме „Because the Night” 1978, док су The Pointer Sisters имали хит број 2 1979. са такође необјављеном Спрингстиновом песмом „Fire”.
Спрингстин се наставио да ставља фокус на живот радне класе и на двоструком албуму The River из 1980, који је коначно донео његов властити први хит-сингл „Hungry Heart”. Албум се састојао од дијаметрално супротних песама, од оних веселих до емоционално интензивних балада. Албум се продавао добро, а наставак је пружила велика турнеја 1980. и 1981, која је пружила концерте у Европи, да би завршила великим стадионским концертима у већим америчким градовима.

## Уметност и наслеђе
Већину свог живота провео сам као музичар мерећи удаљеност између америчког сна и америчке стварности.

—Спрингстин на митингу за председничког кандидата Барака Обаму 2. новембра 2008.
Широко сматран једним од највећих текстописаца свих времена, Спрингстин је назван „рокенрол песником“ који „[зрачи] аутентичношћу радничке класе“. Његов рад „епитомизира најдубље вредности рока: жељу, потребу за слободом и потрагу за проналажењем себе.“ Често описани као синематски по свом обиму, Спрингстинови текстови често истражују веома личне теме као што су индивидуална посвећеност, незадовољство и ужаснутост животом у контексту свакодневних ситуација. Спрингстинове теме укључују друштвене и политичке коментаре и укорењене су у борбама са којима се суочавала његова породица.
Године 2003, Ролинг Стоунова листа 500 најбољих албума свих времена укључивала је Born to Run (18), Born in the U.S.A. (85), The Wild, the Innocent & the E Street Shuffle (132), Darkness on the Edge of Town (151), Nebraska (224), The River (250), Greetings from Asbury Park, N.J. (379), и Tunnel of Love (475). Године 2004, на својој листи 500 најбољих песама свих времена, Ролинг Стоун је укључио „Born to Run” (21), „Thunder Road” (86), и „Born in the U.S.A.” (275).

## Дискографија

### Студијски албуми
- Greetings from Asbury Park, N.J. (1973)
- The Wild, the Innocent & the E Street Shuffle (1973)
- Born to Run. 1975.
- Darkness on the Edge of Town. 1978.
- The River. 1980.
- Nebraska. 1982.
- Born in the U.S.A. (1984)
- Tunnel of Love. 1987.
- Human Touch. 1992.
- Lucky Town. 1992.
- The Ghost of Tom Joad. 1995.
- The Rising. 2002.
- Devils & Dust (2005)
- We Shall Overcome: The Seeger Sessions. 2006.
- Magic. 2007.
- Working on a Dream. 2009.
- Wrecking Ball. 2012.
- High Hopes. 2014.
- Western Stars. 2019.
- Letter to You. 2020.
- Only the Strong Survive. 2022.

## Достигнућа, награде и номинације
Спрингстин је продао је више од 135 милиона плоча широм света и више од 64 милиона плоча у Сједињеним Државама, што га чини једним од најпродаванијих уметника на свету. За свој рад је стекао бројне награде, укључујући 20 награда Греми, два Златна глобуса, Оскара и Тони (за Спрингстина на Бродвеју). Спрингстин је примљен у Кућу славних текстописаца и Кућу славних рокенрола 1999. године, добио је почасти Кенеди центра 2009. године, 2013. проглашен је MusiCares особом године, а председник Барак Обама доделио му је Председничку медаљу слободе 2016. године.